# مجید عیدی
مجید عیدی (زادهٔ ۲۹ شهریور ۱۳۷۵ در اراک) بازیکن فوتبال اهل ایران است که در پست هافبک برای باشگاه فوتبال گل‌گهر سیرجان در لیگ برتر خلیج فارس بازی می‌کند.

## دوران باشگاهی
وی پیش از این هم در تیمهای نفت مسجد سلیمان ، آلومینیوم اراک ، پیکان ، ملوان بندر انزلی و گل گهر سیرجان نیز بازی کرده‌است.